# Sojuz TMA-21
Sojuz TMA-21 è stato un volo astronautico verso la Stazione Spaziale Internazionale (ISS) e parte del programma Sojuz. La sua missione è stata portare in orbita un equipaggio di 3 astronauti che hanno fatto parte dell'Expedition 27 e 28, con una permanenza totale sulla Stazione Spaziale Internazionale di circa 6 mesi. Il lancio è avvenuto il 4 aprile 2011 dal Cosmodromo di Baikonur. L'aggancio del Soyuz TMA-21 con la ISS è avvenuto dopo un paio di giorni di volo autonomo necessari a raggiungere la Stazione Spaziale. I membri dell'equipaggio, Aleksandr Samokutyayev, Andrei Borisenko e Ronald J. Garan rappresentano le agenzie spaziali russa (Roscosmos) ed americana (NASA).
La missione è stata soprannominata Gagarin in onore del cinquantesimo anniversario della prima missione umana nello spazio, che avvenne il 12 aprile 1961 quando, a bordo della Vostok 1, Jurij Gagarin divenne il primo essere umano ad esplorare lo spazio.

## Equipaggio
| Ruolo               | Equipaggio                                                | Equipaggio                                                |
| ------------------- | --------------------------------------------------------- | --------------------------------------------------------- |
| Comandante          | Aleksandr Samokutjaev, Roscosmos Expedition 27 Primo volo | Aleksandr Samokutjaev, Roscosmos Expedition 27 Primo volo |
| Ingegnere di volo 1 | Andrej Borisenko, Roscosmos Expedition 27 Primo volo      | Andrej Borisenko, Roscosmos Expedition 27 Primo volo      |
| Ingegnere di volo 2 | Ronald Garan, NASA Expedition 27 Quarto volo              | Ronald Garan, NASA Expedition 27 Quarto volo              |

### Equipaggio di riserva
| Ruolo               | Equipaggio                   | Equipaggio                   |
| ------------------- | ---------------------------- | ---------------------------- |
| Comandante          | Anton Škaplerov, Roscosmos   | Anton Škaplerov, Roscosmos   |
| Ingegnere di volo 1 | Anatolij Ivanišin, Roscosmos | Anatolij Ivanišin, Roscosmos |
| Ingegnere di volo 2 | Daniel Burbank, NASA         | Daniel Burbank, NASA         |

## Lancio
Dopo un rinvio di qualche giorno il lancio, originariamente previsto per la fine di marzo del 2011, è avvenuto regolarmente la sera del 4 aprile 2011, quando al sito di lancio erano già le 4:18 del 5 aprile.

## Attracco
La navetta Soyuz TMA-21 si è agganciata regolarmente alla Stazione Spaziale Internazionale il 6 aprile, alle ore 23:09 UTC. L'aggancio con il modulo Poisk è avvenuto mentre il complesso orbitale sorvolava sopra le Ande, in Cile. I portelli sono stati quindi aperti alle ore 2:13 UTC del 7 aprile, durante una consueta breve cerimonia di benvenuto tenuta dagli astronauti già a bordo: il comandante dell'Expedition 27 Dmitri Kondratyev e gli ingegneri di volo Catherine Coleman e Paolo Nespoli.

## Rientro

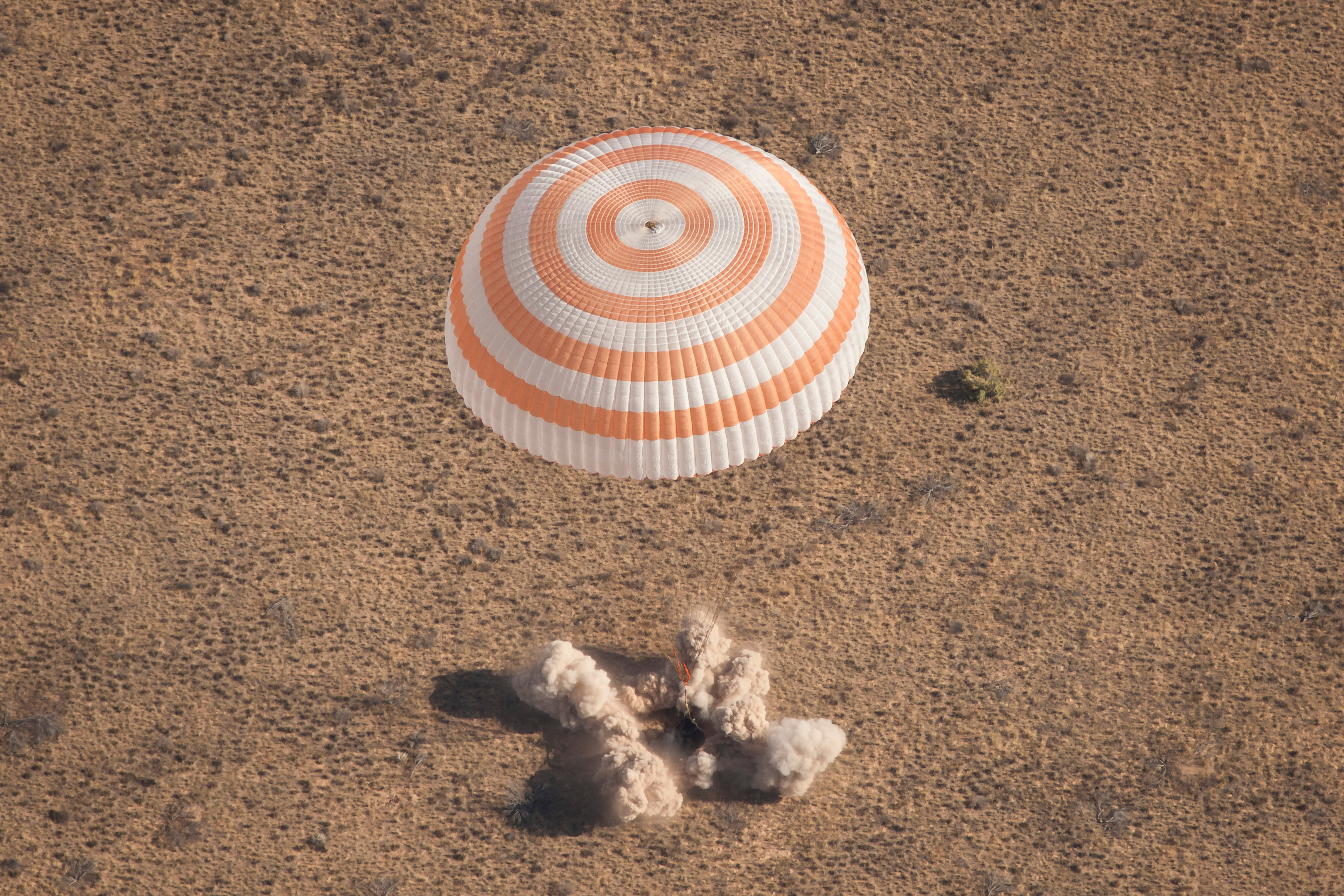
La Soyuz TMA-21 atterra in Kazakistan.

L'equipaggio della Soyuz TMA-21 doveva fare ritorno sulla Terra l'8 settembre, ma la data di rientro è stata ritardata a causa dell'incidente della Progress M-12M avvenuto il 24 agosto.
La Soyuz TMA-21 si è sganciata dalla Stazione Spaziale Internazionale il 16 settembre, 2011 alle 00:38 UTC. A causa di un malfunzionamento del sistema do trasmissione, le comunicazioni vocali da parte dell'equipaggio sono state interrotte poco dopo l'accensione dei razzi di frenamento per la l'uscita dall'orbita. Nonostante ciò il rientro e la discesa sono stati eseguiti alla perfezione.
L'atterraggio è così avvenuto alle 03:59 UTC nel centro del Kazakistan.